# Le Far West
Pour les articles homonymes, voir Far West.
Pour plus de détails, voir Fiche technique et Distribution.
Le Far West est un film franco-belge réalisé par Jacques Brel et sorti en 1973.

## Synopsis
Jacques rencontre Gabriel. Tous deux sont faits pour s’entendre. Ils partent ensemble au Far-West prenant sous leur protection une ravissante infirme noire et, chemin faisant, leur petite troupe grossit. Ils arrivent au Far-West. Peu importe qu’il ressemble à une ancienne mine. Ils s’y amusent bien. Mais un jour, ils trouvent l’or. Jacques ne parvient pas à le restituer aux autorités. C’est ainsi qu’il tombe sous les coups de l’armée en un nouveau Fort Alamo.

## Influences
Le scénario est influencé par Luis Buñuel (mépris des notables et des valeurs traditionnelles : argent, bourgeoisie, religion, armée, famille, etc.) et la réalisation par Claude Lelouch (caméra à l'épaule tournoyante, nombreux zooms, plans depuis hélicoptères, peu de rigueur formelle, etc.), producteur du film qui a incité Jacques Brel a le réaliser, malgré l'échec critique et commercial de Franz (1971), son premier film. Ce sera le second et dernier film réalisé par le chanteur. Claude Lelouch y joue un petit rôle de médecin-neurologue-psychiatre.

## Fiche technique
- Titre : Le Far West
- Réalisation : Jacques Brel, assisté de Paul Feyder
- Scénario : Jacques Brel, Paul Andréota
- Musique : Jacques Brel et François Rauber
- Chansons : J’arrive et L'Enfance, paroles, musique et interprétation de Jacques Brel[1]
- Images : Alain Levent
- Son : René Longuet
- Bruitage : Louis Devaivre
- Décors : Daniel Hicter
- Scripte : Sylvette Baudrot
- Montage : Jacqueline Thiédot
- Pays d'origine :  France -  Belgique
- Sociétés de production : IFC Films (Bruxelles, Belgique), Films 13 (Claude Lelouch) (Paris, France)
- Distributeur : Films 13
- Format : couleur par Eastmancolor — Son monophonique — 35 mm
- Genre : comédie dramatique et western
- Durée : 90 minutes
- Dates de sortie : 
  - France, 31 mai 1973, en compétition officielle au Festival de Cannes

## Distribution
- Jacques Brel : Jack
- Gabriel Jabbour : Gabriel
- Danièle Évenou : Danièle
- Charles Gérard : Le fakir
- François Cadet
- Édouard Caillau
- Ceel
- Gilbert Charles
- Robert Delieu
- Pierre Dermo
- Michel de Warzée
- Nicolas Donato
- France Arnel
- Marc Audier
- Ramon Barri
- Juliette Gréco
- Grégoire Katz
- Robert Lussac
- Richard Luthers
- Gustave Messens
- Véronique Mucret : Véro
- Jean Musin
- Michel Piccoli
- Robert Roanne
- Lino Ventura
- André Debaar
- Simone Max
- Lucien Froidebise
- Amédée
- Geo Bell's
- Claude Lelouch
- Érick Stevens
- René Wuillame

## Autour du film
Le film a notamment été tourné au Terril de la Petite Bacnure de la Société anonyme des Charbonnages de la Grande Bacnure dans les environs de Liège, peu après la fin de l'exploitation sur le site en 1971. Certaines scènes sont tournées à Machelen pendant la destruction d'une partie du village pour la construction du Ring de Bruxelles.
Autres lieux de tournage :
- La Madeleine, rue Duquesnoy 14, 1000 Bruxelles[3]
- L'institut Pacheco, 7 rue du Grand Hospice, 1000 Bruxelles[4]
- Square Marlow, 1190 Bruxelles[4]

Ce film est le dernier tourné par Jacques Brel, qui met un terme à sa carrière cinématographique à la suite de son échec commercial.